# Badchieff

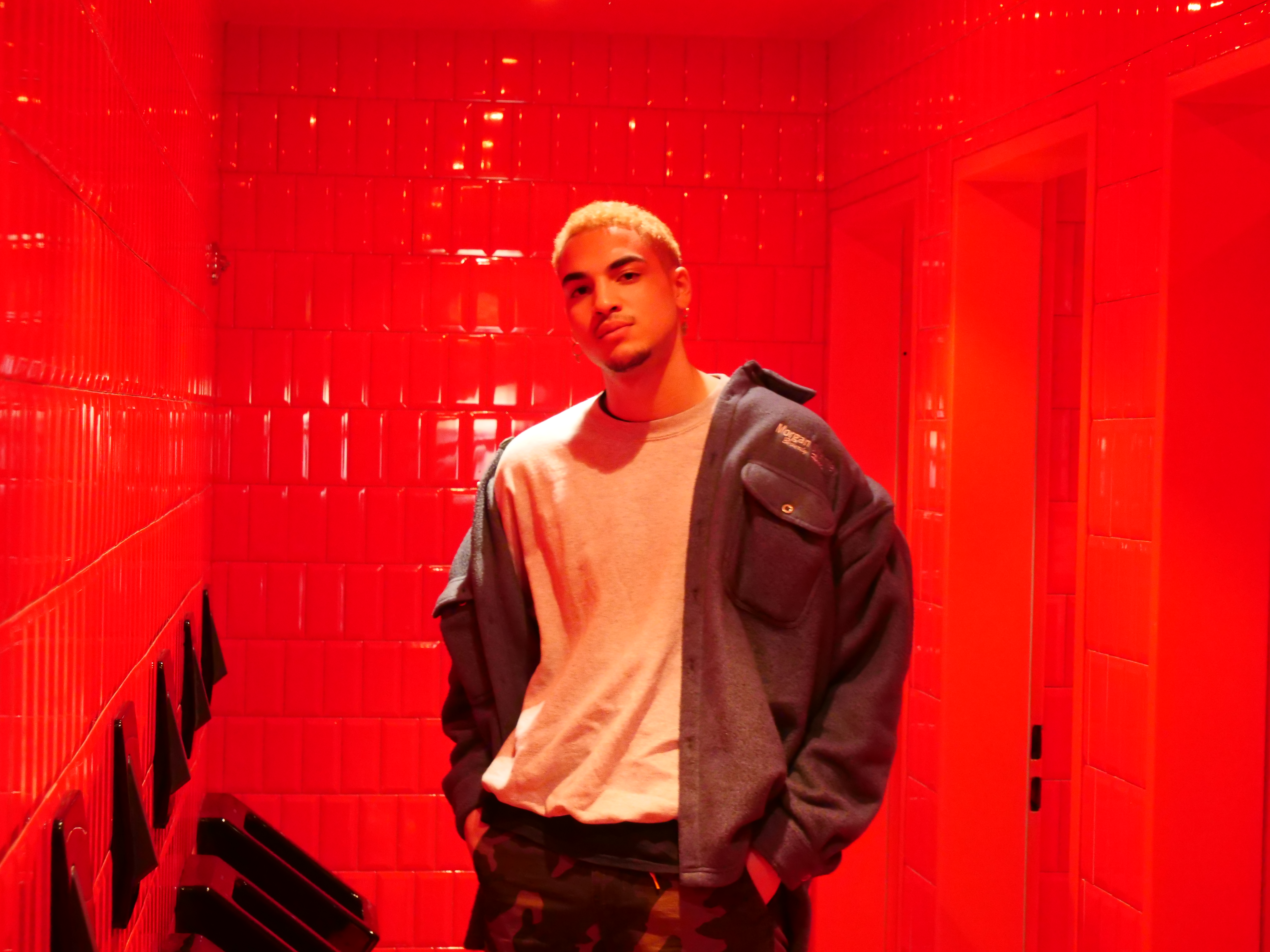
Badchieff (2019)

Badchieff (* 9. April 1999; bürgerlich Shivan Darouiche) ist ein deutscher Rapper, DJ und Musikproduzent, der seit 2019 bei Cros Label Truworks Records unter Vertrag steht.

## Leben
Badchieff begann im Alter von etwa fünf Jahren verschiedene Instrumente zu spielen. Sein Vater Biboul Darouiche brachte ihm unter anderem Takahashi und Schlagzeug bei. Shivan wuchs zusammen mit fünf Geschwistern, darunter ein Zwillingsbruder, in Gröbenzell auf und besuchte dort auch das Gymnasium. Mit 13 Jahren fing Badchieff mit dem Produzieren von Musik an und begann in jungen Jahren bereits mit dem DJen. Mit 15 Jahren legte er bereits bei verschiedenen Veranstaltungen in der Münchner Clubszene auf.
Im Winter 2018 wurde er von Chimperator Live als DJ-Vorband von Cro auf Clubtour mitgenommen. Dort wurde Cro aufmerksam auf das junge Talent und nahm ihn auf seinem Label Truworks Records unter Vertrag. Deren erste gemeinsame Veröffentlichung war der Song Fall auf, der Platz 36 der deutschen Charts erreichte. Bei den New Music Awards 2020 wurde er von Puls als „Bester Newcomer“ nominiert.
2019 und 2020 erschienen mit 1999.jpg und Might Delete Later zwei EPs über Truworks sowie diverse Singles. 2021 folgte sein Debütalbum Chieff Loves You. 2022 gelang ihm mit Ich liebe… der zweite Charteinstieg.

## Privatleben
Shivan Darouiche spielte bis zu seinem 16. Lebensjahr für den FC Bayern München Basketball. Er hatte sehr mit Verletzungen zu kämpfen und gab den Basketball auf.

## Musikstil
Musikalisch mischt Badchieff verschiedene Stile, darunter Contemporary R&B, Trap, Pop und EDM. Von seinem Start als DJ kommt ein Hang zu clubtauglichen, eingängigen Sounds.

## Diskografie

### Studioalben
- 2021: Chieff Loves You (RCA)

### EPs
- 2019: 1999.jpg (Truworks Records)
- 2020: Might Delete Later (Truworks Records)
- 2022: I See You When I See You (Truworks Records)

### Singles
- 2019: Fast Forward
- 2019: One Week Love
- 2019: No Way
- 2019: Diamond
- 2019: Skydive
- 2019: 1 Nacht
- 2020: VHS (mit hobbes)
- 2020: Fall auf (mit Cro)
- 2020: Ex
- 2020: Komm
- 2020: Film (feat. Edo Saiya)
- 2021: Momma (mit Tym)
- 2021: Lights Out
- 2021: Bodyguard
- 2021: Keine Lovesongs
- 2021: Normal
- 2021: Replay (mit Yecca)
- 2021: Sorry Not Sorry (mit Tokio Hotel)
- 2021: Ella (mit Babyjoy und Tym)
- 2021: God Bless (mit Cro)
- 2021: The One (mit Adesse)
- 2022: Ich liebe… (mit Edo Saiya & Cro feat. Majan)
- 2022: Nur einmal (feat. Chapo102; #13 der deutschen Single-Trend-Charts am 23. September 2022[6])
- 2022: Parkhaus
- 2022: Weg von dir (mit Wildbwoys)
- 2022: Manchmal
- 2023: Du fehlst!!! (mit Endzone; #4 der deutschen Single-Trend-Charts am 10. November 2023[7])
- 2024: Badboysdontcry
- 2024: Keiner von uns
- 2024: Nüchtern (feat. Bausa)
- 2024: Mein Bruder

### Gastbeiträge
- 2019: Uber X Remix (Tym & Ind1go feat. Marvin Game & Badchieff)
- 2020: Sterne (Edo Saiya feat. Badchieff) auf LunaR
- 2020: Alles klar (Lord Esperanza feat. Badchieff & Marie Bothmer) auf Lord Esperanza Dans ta Ville EP. II
- 2021: Dreams (Le Sid feat. A2H & Badchieff) auf Kokoro
- 2023: 9 bis 9 (Sira feat. Bausa & Badchieff)
- 2023: Winterlove2.0 (Maikel feat. Badchieff; #3 der deutschen Single-Trend-Charts am 5. Januar 2024[8])
- 2024: Schneller als du denkst (Yung Saint Paul feat. Badchieff)
- 2024: Tempo (Sampagne feat. Cro & Badchieff)
- 2024: Tipsy (Chapo102 & Wilsn feat. Badchieff)

## Auszeichnungen für Musikverkäufe
Anmerkung: Auszeichnungen in Ländern aus den Charttabellen bzw. Chartboxen sind in ebendiesen zu finden.
| Land/RegionAuszeichnungen für Musikverkäufe (Land/Region, Auszeichnungen, Verkäufe, Quellen) | Gold  | Platin  | Verkäufe | Quellen           |
| -------------------------------------------------------------------------------------------- | ----- | ------- | -------- | ----------------- |
| Deutschland (BVMI)                                                                           | Gold1 | Platin1 | 900.000  | musikindustrie.de |
| Insgesamt                                                                                    | Gold1 | Platin1 |          |                   |